# Š’ Liang
Š’ Liang (čínsky pchin-jinem Shǐ Liáng, znaky zjednodušené 史良; 27. března 1900 — 6. září 1985) byla čínská právnička, feministka a politička. Ve 20. a 30. letech působila jako právnička v Šanghaji a aktivně se účastnila politického života. Od počátku 40. let působila v Čínské demokratické lize, po roce 1949 jedné z menších politických stran v Čínské lidové republice; v Čínské lidové republice vykonávala funkci ministryně spravedlnosti (1949–1959), od 50. let působila v zastupitelských a poradních sborech země jako členka stálého výboru a místopředsedkyně Všečínského shromáždění lidových zástupců a Čínského lidového politického poradního shromáždění. Od roku 1979 předsedala Čínské demokratické lize.

## Život
Š’ Liang se narodila 27. března 1900 v Čchang-čou na jihu provincie Ťiang-su v rodině zchudlých vzdělanců: její pradědeček a dědeček byli úspěšnými kandidáty úřednických zkoušek a dědeček dlouhá léta pracoval jako solní úředník v provincii Če-ťiang, její otec byl pouze domácí učitel. Do školy chodila od 14 let, předtím ji vyučoval otec. V letech 1915–1921 navštěvovala ženskou učitelskou školu v Čchang-čou. V roce 1919 se zúčastnila hnutí 4. května. Po absolvování učitelské školy krátce vyučovala a roku 1923 nastoupila ke studiu práv na Šanghajském institutu práva a politiky. Roku 1925 byla zatčena, když se zapojila do hnutí 30. května. Přestoupila na Šanghajskou právnickou univerzitu, do dokončení studia roku 1927 byla přidělena do Institutu pro výcvik politických pracovníků Všeobecného politického oddělení Národní revoluční armády v Nankingu; v roce 1930 se stala vedoucí sekce městského výboru Kuomintangu v šantugském městě Čching-tao. 
V roce 1931 se vrátila do Šanghaje, aby vykonávala advokátní praxi; jako jedna z pouhých dvou právniček ve městě se stala neformálním mluvčím hnutí za práva žen; také působila jako právník šanghajské organizace Revolučního sdružení humanitární vzájemné pomoci (satelitní organizace komunistické strany), přičemž se zabývala obhajobou a záchranou členů KS Číny, mimo jiné Liao Čcheng-č’a, Teng Čung-siaa, Žen Paj-keho, Fang Č’-taa a dalších. Roku 1937 odešla ze Šanghaje, aby se zapojila do protijaponských aktivit ve Wu-chanu a Čchung-čchingu.
Po incidentu z 18. září 1931 se aktivně zapojila do protijaponského hnutí a mimo jiné se podílela na organizaci Čínského sdružení pro péči o válečné děti, Sdružení pro záchranu žen a Sdružení pro kulturní záchranu a dalších občanských organizací. V roce 1936 se stala členkou stálého výboru Sdružení národní spásy; v listopadu téhož roku byla zatčena jako jediná žena mezi takzvanými „sedmi gentlemany“. Během války odporu proti japonské agresi působila jako členka politické poradní konference a v roce 1942 vstoupila do Čínské demokratické ligy, centristického politického hnutí snažícího se o prosazení jako „třetí síla“ mezi Kuomintangem a komunisty. V září 1949 se jako delegátka Demokratické ligy zúčastnila prvního plenárního zasedání Čínského lidového politického poradního shromáždění.
Po vzniku Čínské lidové republiky působila Š’ Liang jako první ministryně spravedlnosti (1949–1959), jedna ze dvou tehdejších ministryň (druhou byla Li Te-čchüan, ministryně zdravotnictví). V roce 1957, během protipravicového hnutí, pomohla komunistické straně „odhalit“ Čang Po-ťüna, Luo Lung-ťiho a další členy vedení demokratické ligy jako „pravičáky“. Roku 1959 bylo ministerstvo spravedlnosti zrušeno a Š’ Liang se soustředila na práci ve svazu žen a demokratické lize, v níž byla od roku 1953 místopředsedkyní.
Působila ve Všečínském svazu žen (členka výkonného výboru a v letech 1953–1983 místopředsedkyně); byla členkou stálého výboru (od 1959) a místopředsedkyní (od 1979) Všečínského shromáždění lidových zástupců, členkou stálého výboru celostátního výboru (od 1954) a místopředsedkyní (1978–1983) Čínského lidového politického poradního shromáždění. Roku 1979 byla zvolena předsedkyní Čínské demokratické ligy.
Zemřela v Pekingu 6. září 1985; pohřbena je na Papaošanském revolučním hřbitově.